# Nobuo Matsunaga
Nobuo Matsunaga (Prefectura de Shizuoka, Japó, 6 de desembre de 1921 - 25 de setembre de 2007), és un exfutbolista japonès.

## Selecció japonesa
Nobuo Matsunaga va disputar 4 partits amb la selecció japonesa.